# Нантски едикт
Нантският едикт (на френски: L'édit de Nantes) е официална декларация, подписана от френския крал Анри IV на 13 април 1598 г. С него се признава правото на протестантите във Франция да изповядват свободно религиозните си убеждения. Издаването на Нантския едикт слага край на религиозните войни, довели до опустошаване на Франция през втората половина на 16 век. Той е отменен от Луи ХІV през 1685 г. чрез Едикта от Фонтенбло.

## Предистория
Вследствие на Реформацията (появата на протестантството) във Франция проникват идеите на женевския радикален реформатор Жан Калвин. Последователите му, наричани хугеноти, населяват главно южните и западните краища на страната: Прованс, Дофине, Лангедок, Аквитания, Поату, както и (в по-малка степен) Бретан и Нормандия в Северна Франция. Сред тях има множество висши аристократи, които се оказват естествени водачи на реформираната вяра – родовете Конде и Колини, наварските крале от династията Бурбон. От 1562 до 1594 г. се водят серия тежки граждански войни, докато старата династия Валоа бавно гасне. Крале като Шарл ІХ и Анри ІІІ се опитват да балансират между католици и хугеноти, но без голям успех. Апогей на насилието е Вартоломеевата нощ на 24 август 1572 г., а ключовата война – т. нар. „Война на тримата Анри“ (1585 – 1589). През 90-те години новият крал Анри ІV, самият той протестант по убеждение, утвърждава властта си, влиза в Париж, като приема (за втори път) католическата религия и увенчава политиката си спрямо религиозното разделение с Едикта от Нант.
И по-рано са правени опити за помиряване на враждуващите групировки чрез отстъпки в полза на хугенотите. През 1562 г. Шарл IX обнародва Сен-Жерменския едикт, който дава религиозна свобода на протестантите да провеждат своите богослужения в предградията. Амбоазкият едикт от 1563 г. ограничава тези права само за благородниците, а примирието от 1570 г. признава свободата на вероизповеданията, свободата на богослуженията и дава на хугенотите четиринадесет укрепени места, между които Ла Рошел, Ним и Монтобан. На фона на това Нантският едикт е много по-разгърнат и създава цяла система от права и привилегии. Той „представлявал потвърждение на привилегиите, които френските протестанти били извоювали с оръжие в ръка от предишните крале...“, пише Волтер.